# Costus comosus
Espèce
Classification phylogénétique

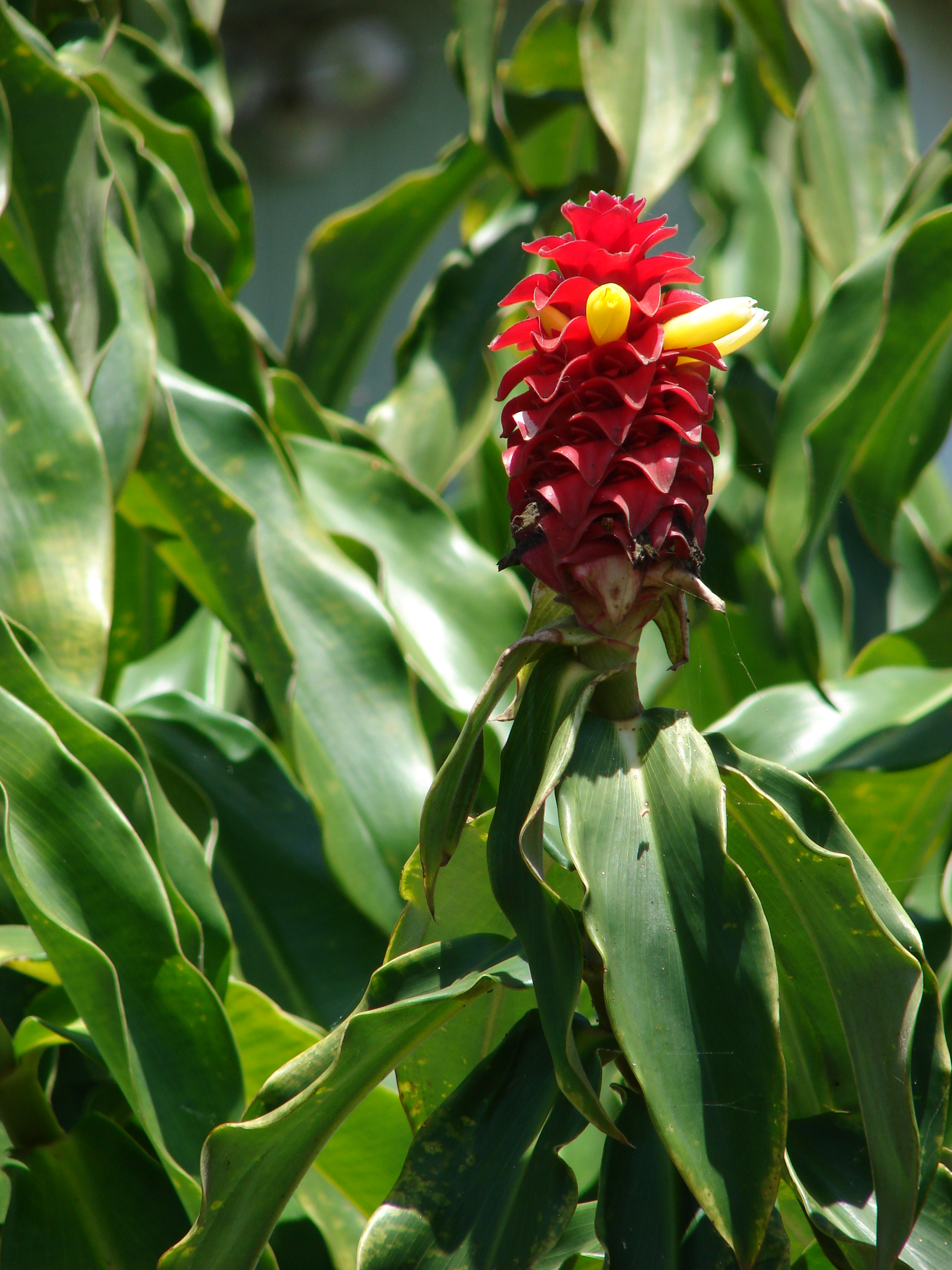
Inflorescence de Costus comosus.

Costus comosus est une espèce de plantes à fleurs de la famille des Costaceae.
C'est une plante vivace qui trouve son origine du Sud de l'Amérique centrale au Nord de l'Amérique du Sud, au Costa Rica, en Colombie et Nord du Venezuela.

## Description
Les feuilles mesurent de 10 à 35 cm de long et de 2,5 à 8 cm de large, et leurs deux faces sont densément pubescentes et velues.
Les inflorescences sont de formes conique à ovoïde ou cylindrique. Elles sont longues de 6 à 10 cm, rarement 12, et ont un diamètre de 4,5 à 5,5 cm.
Les couleurs des bractées sont de vert à rouge.
Le pétale est densément velu, rarement glabres et le labelle jaune est tubulaire.
L'espèce a été décrite en 1907 par William Roscoe